# Chiesa di San Francesco (Chiavari)
L'ex chiesa di San Francesco d'Assisi è stato un luogo di culto cattolico situato nel comune di Chiavari, in piazza San Francesco, nella città metropolitana di Genova. Dopo la sconsacrazione all'inizio del XIX secolo, la chiesa è stata acquisita dal comune chiavarese che, dopo un restauro nel 2002, ha convertito l'edificio ad auditorium.

## Storia e descrizione

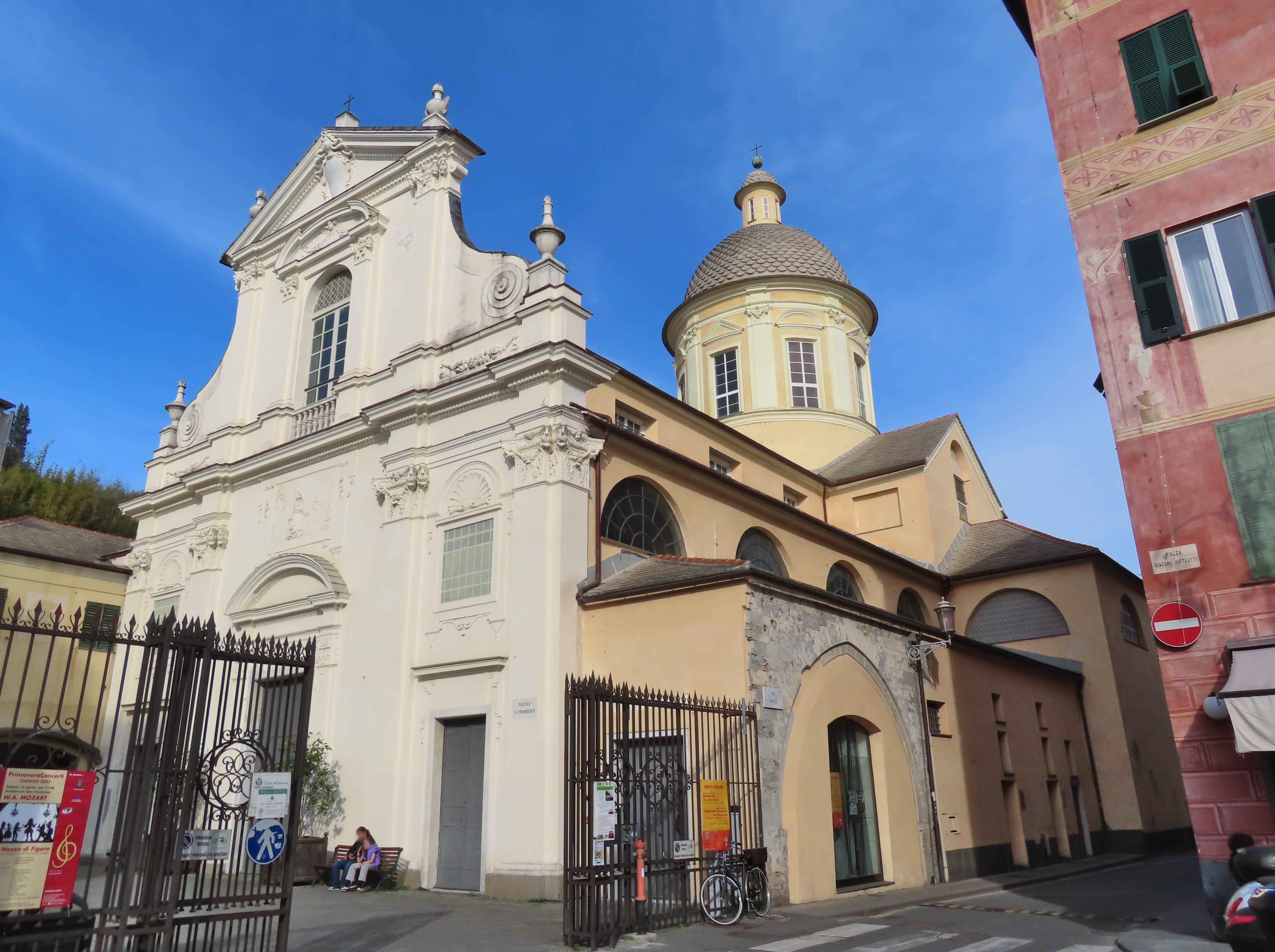
Facciata e lato sud

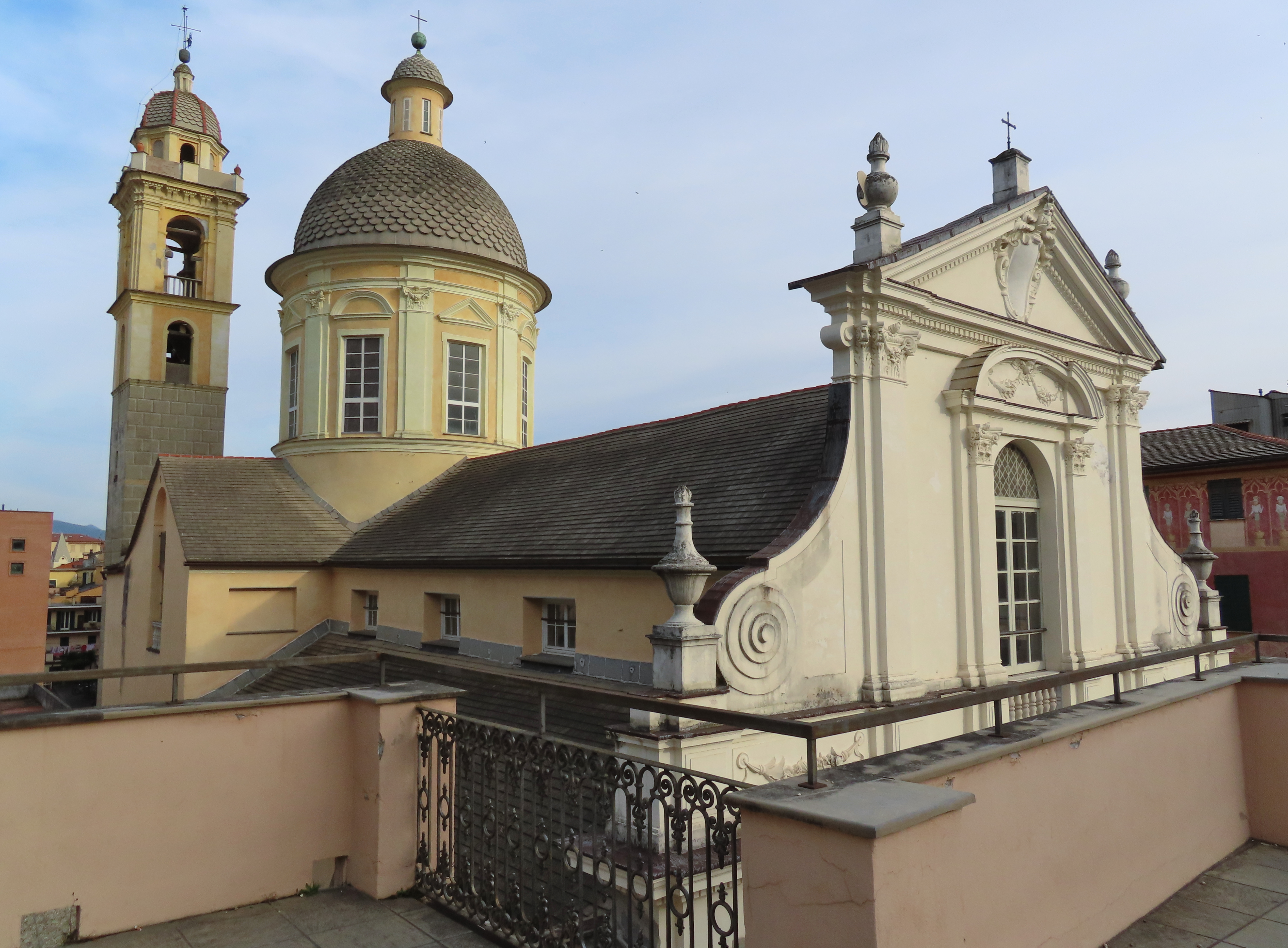
Cupola

La struttura è ubicata presso l'ex chiesa di San Francesco, divenuta proprietà del comune di Chiavari. La chiesa fu costruita tra il 1229 e il 1234, mentre il convento vi fu annesso nel 1254, su iniziativa di Andrea e Guglielmo Fieschi. Quest'ultimo verrà poi nominato cardinale dal pontefice Innocenzo IV, Sinibaldo Fieschi.
Su commissione della famiglia Costaguta, il complesso assunse l'attuale aspetto barocco grazie ad un restauro nel 1630 dell'architetto Francesco Bianco, nipote di Bartolomeo Bianco.
I nuovi affreschi sono ad opera del pittore Giovanni Battista Carlone, tra i quali uno raffigurante Il sollevamento della Croce. Nel 1797, a causa dello scioglimento degli ordini religiosi, la chiesa fu chiusa al culto distribuendo le opere d'arte presenti in altre chiese della città, se non addirittura distrutte o sottratte. Il coro di San Francesco venne trasferito nella cattedrale chiavarese di Nostra Signora dell'Orto.
Soppressa in epoca napoleonica, divenuta in seguito proprietà del comune chiavarese, la chiesa è stata trasformata e convertita in sala auditorium e utilizzata come sede di conferenze culturali od espositive. Dopo una prima fase di recupero, nel periodo 2002-2007, degli esterni (in particolare la cupola, la facciata, le coperture e i muri perimetrali), nel febbraio 2012 ha visto la conclusione dei lavori di conservazione e recupero degli interni dell'ex chiesa con il recupero, in collaborazione con la Soprintendenza dei beni architettonici e del paesaggio della Liguria, degli antichi affreschi delle cappelle laterali.